# Route 56 (Alberta)
La Route 56 est une route sud / nord du centre de l'Alberta.Elle débute à la jonction de la route 1 près de Crowfoot et passe par Drumheller et Stettler avant de prendre fin à la jonction avec la route 26 à l'est de Camrose,.

## Intersections majeures
| Municipalité rurale / spécialisée              | Ville                             | km                         | Destinations                                              | Notes                                                                         |
| ---------------------------------------------- | --------------------------------- | -------------------------- | --------------------------------------------------------- | ----------------------------------------------------------------------------- |
| Comté de Wheatland                             |                                   | 0,00                       | AB-1 – Calgary, Medicine Hat                              |                                                                               |
| Comté de Wheatland                             | 19,50                             | AB-561 est                 | Terminus sud du multiplex avec l'AB-561                   |                                                                               |
| Comté de Wheatland                             | Hussar                            | 22,70                      | AB-561 ouest – Standard                                   | Terminus nord du multiplex avec l'AB-561                                      |
| Comté de Wheatland                             |                                   | 39,40                      | AB-564                                                    |                                                                               |
| Comté de Wheatland                             | Dalum                             | 52,40                      | AB-569                                                    |                                                                               |
| Ville de Drumheller                            | Ville de Drumheller               | 64,70                      | AB-10 est (Hoodoo Trail) – East Coulee                    | Terminus sud du multiplex avec l'AB-10                                        |
| Ville de Drumheller                            | Ville de Drumheller               | 66,10                      | AB-10X sud – Wayne                                        | Terminus nord de l'AB-10X                                                     |
| Ville de Drumheller                            | Ville de Drumheller               | 72,80                      | AB-10 fin AB-9 ouest / 5 Street – Calgary                 | Terminus nord du multiplex avec l'AB-10 Terminus sud du multiplex avec l'AB-9 |
| Ville de Drumheller                            | Ville de Drumheller               | 73,70                      | AB-575 ouest (South Dinosaur Trail) – Nacmine             | Terminus est de l'AB-575                                                      |
| Ville de Drumheller                            | Ville de Drumheller               | 74,30                      | Traverse la rivière Red Deer                              | Traverse la rivière Red Deer                                                  |
| Ville de Drumheller                            | Ville de Drumheller               | 74,80                      | AB-838 ouest (North Dinosaur Trail) – Musée Royal Tyrrell | Terminus est de l'AB-838                                                      |
| Ville de Drumheller                            | Ville de Drumheller               | 75,10                      | AB-576 est                                                | Terminus ouest de l'AB-576                                                    |
| Comté de Starland                              |                                   | 95,00                      | AB-9 est – Hanna, Saskatoon                               | Terminus nord du multiplex avec l'AB-9                                        |
| Comté de Starland                              | AB-27 ouest – Morrin, Three Hills | 95,00                      | Terminus ouest de l'AB-27                                 |                                                                               |
| Comté de Starland                              | 117,70                            | AB-585 – Rumsey, Trochu    |                                                           |                                                                               |
| Comté de Stettler No 6                         |                                   | 130,60                     | AB-589 est – Byemoor, Endiang                             | Terminus ouest de l'AB-589                                                    |
| Comté de Stettler No 6                         | Big Valley                        | 137,00                     | AB-590 ouest – Innisfail                                  | Terminus est de l'AB-590                                                      |
| Comté de Stettler No 6                         |                                   | 156,40                     | AB-594 ouest                                              | Terminus est de l'AB-594                                                      |
| Ville de Stettler                              | Ville de Stettler                 | 170,00                     | AB-12 – Lacombe, Consort                                  |                                                                               |
| Comté de Stettler No 6                         |                                   | 180,80                     | AB-601 – White Sands, Red Willow                          |                                                                               |
| Limite Comté de Stettler No 6–Comté de Camrose |                                   | 200,20                     | AB-53 – Bashaw, Donalda, Forestburg                       |                                                                               |
| Comté de Camrose                               |                                   | 223,80                     | AB-609 ouest – Edberg, Ferintosh                          | Terminus sud du multiplex avec l'AB-609                                       |
| Comté de Camrose                               | 224,10                            | Traverse la rivière Battle | Traverse la rivière Battle                                |                                                                               |
| Comté de Camrose                               | 227,00                            | AB-609 est – Rosalind      | Terminus nord du multiplex avec l'AB-609                  |                                                                               |
| Comté de Camrose                               | 245,60                            | AB-13 – Camrose, Provost   |                                                           |                                                                               |
| Comté de Camrose                               | 249,80                            | AB-26 – Camrose, Viking    |                                                           |                                                                               |
| - Terminus de multiplex                        |                                   |                            |                                                           |                                                                               |